# Тамонькин, Никифор Яковлевич
Никифор Яковлевич Тамонькин (1881—1951) — русский и советский художник и архитектор. Помощник А. В. Щусева. Автор серии рисунков московских храмов и других архитектурных памятников.

## Биография
Никифор Тамонькин родился 9 февраля 1881 года в селе Юрино Тамбовской губернии в бедной крестьянской семье. В возрасте семи лет начал работать помощником пастуха. С 10 лет служил ямщиком в своём селе. Окончил церковно-приходскую школу.
Когда Никифору было 15 лет, старший брат Василий, работавший дворником в Москве в особняке Арсения Морозова, пригласил его к себе и помог ему устроиться на работу форейтором (кучером) в Уваровский парк московской конки. Позднее Никифор устроился разнорабочим в дом купчихи С. И. Кабановой в 7-м Ростовском переулке. По вечерам в свободное время он часто рисовал. Несколько его рисунков увидел друг купчихи, меценат и коллекционер И. А. Морозов. Рисунки показались ему талантливыми. Морозов с Кабановой оказали Тамонькину материальную поддержку, благодаря чему он был принят в подготовительный класс Строгановского училища. Преподавателями Тамонькина в училище были художник А. М. Корин, рисовальщик С. В. Ноаковский, архитектор-реставратор и художник Д. П. Сухов, а также архитектор И. В. Жолтовский. После того как С. И. Кабанова отказалась платить за учёбу, Тамонькин продолжил учился на средства И. А. Морозова и жил в его особняке на Пречистенке.
После революционных событий 1905 года, в которых принимали участие студенты Строгановского училища, Тамонькин был отправлен в армию. После того, как у него открылся туберкулёзный процесс, он был комиссован и уехал в родное село. Вернувшись в Москву, восстановился в училище и стал получать стипендию. Подрабатывал, выполняя рисунки для «народных вышивок». Эти рисунки, сдаваемые в магазин кустарных изделий, в 1907 году заметил художник-любитель, меценат и коллекционер В. В. фон Мекк. Он предложил Тамонькину выполнить роспись часовни в Марфо-Мариинской обители, вручив конверт с купюрой в 100 рублей. Тамонькин решил выполнить роспись в русском стиле, сделал множество эскизов, которыми В. В. фон Мекк остался доволен (сама роспись не была осуществлена). Вскоре по заказу великой княгини Елизаветы Фёдоровны он выполнил роспись иконостаса больничной церкви Марфо-Мариинской обители.
В 1908 году Тамонькин непродолжительное время работал на фабрике серебряных, золотых и ювелирных изделий Хлебникова. Он выполнял заказы для крупных архитекторов, одним из которых был А. В. Щусев. Когда Щусев получил заказ на сооружение основных построек Марфо-Мариинской обители, он пригласил Тамонькина к себе помощником. Тамонькин проработал вместе с Щусевым вплоть до его смерти в 1949 году.
В архивах сохранилось множество рисунков и эскизов, выполненных Тамонькиным для декора Марфо-Мариинской обители и в особенности для Покровского храма. В 1911 году был объявлен конкурс на строительство Казанского вокзала, в котором победил проект Щусева, выполненный в русском стиле с элементами восточной архитектуры. В ходе работы над проектом вокзала Щусев поручил Тамонькину выполнить обмеры ряда памятников русской архитектуры XVII века и сделать зарисовки декоративных деталей. Тамонькин начал с зарисовок памятников Москвы, затем — Подмосковья, а потом совершил поездку по волжским городам от Старицы до Астрахани. Эти эскизы сыграли немаловажную роль при разработке окончательного проекта вокзала.
После Октябрьской революции и начала Гражданской войны Тамонькин пережил духовный кризис. В 1919 году он перестал видеть смысл своей деятельности и решил уехать в родное село. Однако перед отъездом он узнал о создании в Москве при Наркомпросе специального отдела по делам музеев и охране памятников искусства и старины, где стал работать И. Э. Грабарь. Тамонькин устроился в этот отдел, поняв, что он может помочь в спасении «от расхищения, порчи и уничтожения музейных вещей, находящихся в частных владениях». Он получил задание обследовать Бауманский район Москвы и составил подробный отчёт.
В 1924 году, в связи со смертью В. И. Ленина, Щусев получил срочный заказ в трёхдневный срок построить временный деревянный мавзолей. Спустя 2 месяца деревянный мавзолей был перестроен в более монументальных формах. В проектировании первого и второго деревянных мавзолеев Тамонькин принимал активное участие.
Некоторое время Тамонькин работал самостоятельно. В 1927 году совместно с Д. П. Осиповым он осуществил проект Донского крематория. С 1929 по 1930 год Тамонькин занимал должность старшего архитектора в Машинстройпроекте. По его проекту был построен лабораторный корпус и здание тракторного отдела для научно-исследовательского автомоторного института.
В 1926 году по поручению Наркомпроса Тамонькин отправился в Новгород, где выполнил серию рисунков, посвящённых древним памятникам (церковь Рождества на Михалище, Софийский собор, ансамбли Антониева и Знаменского монастырей и другие объекты). По поручению Наркомпроса он выполнил зарисовки памятников Москвы, подлежащих сносу: Винно-соляной двор, церковь царевича Иоасафа в Измайлове и другие.
В конце 1920-х — начале 1930-х Тамонькин начал активно рисовать гуашью, экспериментировал с цветовыми сочетаниями. В дальнейшем он перешёл к более графической технике рисования, используя мягкий карандаш и цветной карандаш.
В 1932 году Щусев привлёк Тамонькина для выполнения перспективы проектируемого здания Дворца Советов. В первой половине 1930-х, во время проектирования и строительства гостиницы «Москва», Тамонькин работал в мастерской Щусева. С 1935 по 1939 год он работал самостоятельно.
В 1934 году работал в архитектурно-проектной мастерской № 6 (руководитель Н. Я. Колли). Совместно с архитектором С. Г. Андреевским участвовал в конкурсе проектов станции метро «Комсомольская». Совместно с Т. И. Макарычевым спроектировал и построил клуб, столовую и ясли для фабрики имени Ф. Э. Дзержинского. Совместно с Н. Я. Колли разработал типовой проект театра на 700 человек.
В 1939 году Щусев привлёк Тамонькина к работе над комплексом зданий Академии наук СССР, который предполагалось построить в районе Нескучного сада (проект не был осуществлён). Для Академии наук Тамонькин спроектировал здания институтов строительной механики и машиностроения. Тамонькин принимал участие в проектировании Казанского университета, южной астрономической лаборатории Академии наук и многих других объектов.
Параллельно с основной работой Тамонькин продолжал заниматься зарисовкой московских храмов и других архитектурных памятников. Особенно плодотворным был период с 1940 по 1944 год. Тогда же, будучи на отдыхе в Крыму, он выполнил серию живописных пейзажей. В 1941 году Тамонькин находился в родном селе, где выполнил серию портретов односельчан. В 1942 году вступил в Союз архитекторов СССР.
В 1944 году Щусев пригласил Тамонькина в Москву и поручил вместе с другими архитекторами принять участие в разработке проекта реконструкции и восстановления Великого Новгорода. Тамонькин выполнил новую серию рисунков новгородских памятников. В тот же период по просьбе директора Останкинского музея К. А. Соловьёва выполнил замеры и зарисовки осветительных приборов из музейной коллекции.
В 1947 году Тамонькин выполнил серию из 85 рисунков памятников архитектуры. Эти рисунки, выполненные акварелью в спокойной приглушённой гамме, отличаются точностью изображения. В 1948 году он выполнил обмеры и зарисовки плафонов в Странноприимном доме графа Шереметьева, усадебном доме Найдёновых, доме Клаповской и других домах.
Никифор Тамонькин умер 12 июля 1951 года. Похоронен на Даниловском кладбище в Москве (участок 25). Дневники и воспоминания Тамонькина, как и его рисунки, хранятся в архиве музея архитектуры имени А. В. Щусева.

## Семья
- Жена — Анастасия Трофимовна[5].
- Дети — Михаил и Герман[4] (оба погибли в Великой Отечественной войне)[14].